# Stuck Together, Torn Apart
Stuck Together, Torn Apart (titulado Mal juntos, peor separados en España y Enamorados y separados en Hispanoamérica es el decimonoveno episodio de la tercera temporada de la serie Padre de familia emitido el 31 de enero de 2002 a través de FOX.
El episodio está escrito por Mark Hentemann y dirigido por Michael Dante DiMartino, y como artista invitada, presta su voz a su respectivo personaje: Jennifer Love Hewitt.

## Argumento
Mientras los Griffin acuden de compras a un hipermercado, Stewie coge un bote tamaño industrial de cola adhesiva con claras intenciones de comérselo hasta que Brian se lo impide, desafortunadamente los dos acaban pegados por la mano. Durante el resto del episodio tratarán de ocultarle a Lois el incidente hasta que llegue un disolvente que la marca del susodicho adhesivo está fabricando. Por otra parte, Lois se reencuentra con Ross Fishman, su antiguo novio, el cual le ofrece quedar para cenar a pesar de admitir estar casada, aun así accede a sabiendas de lo celoso que es su esposo cuando se trata de otros hombres, por lo que decide ir a escondidas. Instantes después, Peter sale con sus amigos en el nuevo furgón policial de Joe cuando descubre a su mujer con otro hombre. Ante la sospecha de que le esté siendo infiel, Peter decide recuperar el contacto con sus antiguas amigas, sin embargo, los resultados no son los esperados.
Lois comienza a frustrarse por los celos de su marido y deciden acudir a un asesor matrimonial, el cual les sugiere en primer lugar que le autorice a poner cámaras de vídeo en la casa para ver el comportamiento de la familia para tratar de la mejor manera posible el problema, sin embargo y tras ver la cinta, el terapeuta les sugiere una separación temporal en el que deben salir con otras personas hasta que los dos tengan las cosas claras. Aunque consternados por el diagnóstico, deciden intentarlo.
Al descubrir que ya no están juntos, Quagmire aprovecha la ocasión y le pide salir a Lois, mientras Peter se muda a casa de los Goldman, donde conoce a la sobrina de estos: Jennifer Love Hewitt. Casualmente, Peter y Lois coinciden en el mismo restaurante con sus respectivas parejas. En cuanto a Peter, a pesar del comportamiento vulgar de este frente a la actriz, esta empieza a excitarse, cosa que no termina de hacerle gracia a Lois, la cual se pelea con Hewitt. Tras el incidente, Lois también reconoce ser celosa y que deben aprender a vivir y controlar los celos juntos. Tras marcharse los dos, la actriz se queda sola hasta que Quagmire se acerca para invitarla a una "piña sedada"
De vuelta a Brian y a Stewie, los dos empiezan a enloquecer hasta que por fin llega el disolvente, el cual hace efecto a las cuatro horas de aplicarse. Para matar el tiempo, ambos salen a pasear cuando descubren que una niña se ha caído a un pozo. Con pocos minutos de tiempo, Brian baja a Stewie, el cual consigue rescatarla en el momento exacto que se despega de Brian (en el mismo lugar se encontraba un hombre con los brazos largos que podía haberla salvado, pero estaba entretenido haciendo cosquillas a un hombre enano en lo alto de un árbol). Contentos de que ya no vuelven a estar pegados, deciden volver a casa cogidos de la mano, mientras tanto, la madre de la pequeña se percata de que no es su hija, sino la mujer del enano por lo que vuelve a ser arrojada al pozo.